# 方中友
方中友（1966年1月—），安徽舒城人，中国共产党党员及中华人民共和国官员。

## 生平
历任南京市土壤肥料站站长；南京市农科所党支部书记、所长；南京市农林局副局长、党委副书记；南京市农业委员会主任、党委书记；南京市卫生和计划生育委员会主任、党委书记。2019年1月任南京市卫健委党委书记、主任。在2021年南京禄口国际机场2019冠状病毒病聚集性疫情期间，因对“疫情防控履行管理监督职责不力”，被免职。2024年1月19日，当选为南京市人大常委会秘书长。